# Christian Gottlob Frege

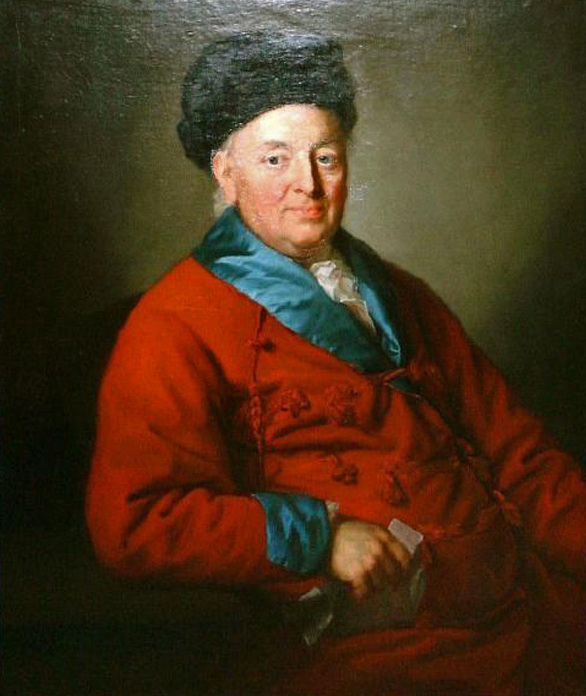
Christian Gottlob Frege

Christian Gottlob Frege (* 21. November 1715 in Lampertswalde, Amt Oschatz; † 20. Mai 1781 in Leipzig) war ein bedeutender Leipziger Bankier und Handelsherr. Er hatte einen Sohn und einen Enkel jeweils gleichen Namens.

## Leben

### Frühe Jahre
Der Sohn des Lampertswalder Pfarrers Christian Frege (1682–1753) und der Johanne Eleonore geb. Gerber (1689–1754) und Enkel des Neuruppiner Tuchmachermeisters Christian Frege (1655–1731) erlernte 1728 bei einem Krämer in Dresden das Wechselgeschäft. Er beendete diese Lehre jedoch noch im selben Jahr und begann bei einem Leipziger Gewürzkrämer seine kaufmännische Ausbildung fortzusetzen, der 1735 eine Anstellung als Handlungsdiener bei einem Bankkaufmann folgte.

### Erste Erfolge
Mit nur geringem Eigenkapital gründete Christian Gottlob Frege 1739 ein Unternehmen, das spätere Bank- und Handelshaus Frege & Co., das vorerst mit Früchten und Fischen erfolgreich handelte, so dass der junge Geschäftsmann infolge des rasch erworbenen Vermögens in Wechsel- und Kommissionsgeschäfte einsteigen, aber auch Kredite vergeben konnte. Er trieb bald Handel mit Partnern aus Aachen, Breslau, Freiberg, Amsterdam, Warschau und anderen Städten; seine Geschäftsverbindungen reichten bereits in den frühen Geschäftsjahren nach Frankreich, Spanien und Portugal. Infolge der 1743 geschlossenen Ehe mit der einzigen Tochter eines reichen angesehenen Kaufmanns, Maria Regine Bachmann († 1749), übernahm Frege die Bachmannsche Handlung, ein gut florierendes Unternehmen mit weit verzweigten Geschäftsbeziehungen.

### Erfolge im Bankwesen
Sein wirtschaftlicher Erfolg gründete sich jedoch nicht nur auf seine Geschäfte, er basierte vor allem auf Freges soliden Münzkenntnissen, die am Messestandort Leipzig sehr gefragt waren. Der zuverlässige Bankier fungierte de facto als Zentralbank, da nach mehreren fehlgeschlagenen Versuchen keine übergeordnete Bank in Sachsen mehr existierte. Damit schloss Frege eine Lücke des örtlichen kommerziellen Geschehens. Kaufleute, die zur Messe in Leipzig weilten, wechselten ihre Münzen bei Frege, der schließlich auch die Wechselkurse einzelner Sorten untereinander bestimmte und somit zu einem der reichsten und angesehensten Bürger Leipzigs aufstieg. Letztlich beweist der Werdegang Christian Gottlob Freges deutlich die 1748 von Montesquieu in Vom Geist der Gesetze ( De l’esprit des lois) formulierte Ambivalenz zwischen Kaufmann und Staat im 18. Jahrhundert.
Während des Österreichischen Erbfolgekrieges belasteten die 1745 in Leipzig eingefallenen preußischen Truppen die Messestadt mit Kontributionen in Höhe von 1,5 Millionen Reichstalern. Deshalb begann Frege seine „bösen Schuldner“ in einem besonderen Buch festzuhalten, das heute als ein Vorläufer der modernen Kreditorenbuchhaltung betrachtet wird. Das wachsende Ansehen des Leipziger Kaufmanns bewirkte jedoch, dass der sächsische Kurfürst dessen finanzielle Hilfe beanspruchte und ihn im Januar 1746 zum Kassierer der städtischen Kontributionsstube ernannte. Da Frege die zu leistenden Kontributionen ausgewogen auf die Bürger, Handelshäuser und Institutionen der Stadt verteilte – er selbst zahlte die immense Summe von 400 Reichstalern –, erwarb er sich rasch hohe Wertschätzung unter der Leipziger Bevölkerung. So galt der inzwischen verwitwete Kaufmann für viele Bürgertöchter als favorisierter zukünftiger Ehemann. Er heiratete schließlich 1750 in zweiter Ehe Sophie Wagner, die Tochter des Kreisamtmannes. Im gleichen Jahr kaufte er die Morassina, ein Vitriol-Bergwerk in Schmiedefeld. Weitere von ihm erworbene Werke und Immobilien waren
- mehrere Schieferbrüche im ehemaligen Altkreis Saalfeld
- Alaunhütte Wetzelstein in Saalfeld
- Feengrotten
- Sanitas, Rodebachtal bei Saalfeld
- Frischglück, Arnsbach
- Hubertusglück, Fischersdorf[1]

Freges Engagement führte 1752 zur Neugründung der Leipziger Münze mit ihrem Sitz auf der Pleißenburg. Am 21. August 1753 erhielt er, nach dem Tod des verdienstvollen Obermünzrates Gödeke und auf Antrag des Dresdner Hofes, auch die Konzession für die Münzstätte, für die sich in Leipzig infolge des extrem hohen Kapitalbedarfs auch niemand anderes als Frege geeignet hätte. Als sein wichtigster Mitarbeiter etablierte sich bald der Münzinspektor Christoph Heinrich Ploß, der zum Teilhaber des Bankhauses Frege & Co. aufstieg und dessen Nachkommen ebenfalls eine herausragende Rolle im Leipziger Wirtschaftsleben spielten.
Die Tätigkeit eines Münzmeisters diente aber nicht nur den gut funktionierenden, internationalen Wirtschaftsbeziehungen, sondern auch der Münzverschlechterung, die Frege im Auftrag des Grafen Brühl auszuführen hatte. Er musste gute alte und in ihrem Edelmetallgehalt vollgewichtige Münzen aus dem Verkehr ziehen und durch minderwertige, mit viel Kupfer legierte neue Sorten ersetzen. Bis dahin wurde dieses „Kippen und Wippen“ kursächsischer und polnischer Münzen hart und unnachsichtig bestraft, Frege wurde dies mit höchster Autorität gestattet, wobei er auf strikte Geheimhaltung zu achten hatte. Erst während des Siebenjährigen Krieges befreite die Besetzung Leipzigs durch preußische Truppen (1757) den Bankier von dieser zwiespältigen und riskanten Aufgabe. Die Leipziger Münze unterstand daraufhin dem Berliner Münzmeister Ephraim, der nun seinerseits Sachsen mit minderwertigen preußischen Münzen, den sogenannten Ephraimiten, überschwemmen ließ.

### Späte Jahre
Christian Gottlob Frege wurde 1759 Ratsherr in Leipzig und der Dresdner Hof ernannte ihn 1763 zum kursächsischen Kammerrat, da seine Manipulationen den kursächsischen Staat vor einem finanziellen Ausbluten bewahrt hatten. 1760 kaufte er das Saalfelder Alaunwerk. Nach dem Ende des Siebenjährigen Krieges und dem Abzug der preußischen Truppen aus Sachsen baute der erneut verwitwete Frege unter großen Schwierigkeiten die Leipziger Münze wieder auf. Seine dritte, 1763 geschlossene Ehe mit der Witwe des Juristen Friedrich Winkler und Tochter des Bürgermeisters Christian Ludwig Stieglitz, Erdmuthe Sophie, brachte ihm Schloss und Rittergut Trossin bei Torgau ein, welches er zu einem Mustergut ausbauen ließ. Die heute unter Denkmalschutz stehenden Wirtschaftsgebäude wurden erneuert, die Verwalter des Gutes bekamen regelmäßig Anweisungen und Frege nahm auch massiven Einfluss auf die Entwicklung des Dorfes und des landwirtschaftlichen Betriebes. Ebenso wurde das Schloss – im Gegensatz zur Handlungsweise anderer Leipziger Kaufmannsfamilien – nicht zur Repräsentation verwendet, sondern als Verwaltungs-, Wohn- und Wirtschaftsgebäude genutzt.

### Förderung von Wirtschaft, Kultur und Bildung
1764 zählte der umtriebige Kaufmann zu den Mitbegründern der „Leipziger Ökonomischen Sozietät“, einer Gesellschaft zur Förderung von Landwirtschaft, Wirtschaft, Wissenschaft und Kultur, die aber auch Einfluss auf Staatsreformen und den Wiederaufbau des Landes nahm. Frege kooperierte außerdem mit Intellektuellen und Kaufleuten der Messestadt, die sich in der Bewegung pro restauratione patriae zusammengeschlossen hatten und an derer Spitze Thomas von Fritsch stand, ein Leipziger Buchhändlersohn, der seit 1763 als führender Kopf des Rétablissements staatliche und wirtschaftliche Reformen in Sachsen eingeleitet hatte. Des Weiteren unterstützte Frege den ebenfalls aus einer Leipziger Kaufmannsfamilie stammenden Peter von Hohenthal (1726–1794), der das sächsische Schulwesen reorganisierte.
Die Leipziger Ökonomische Sozietät gründete Hirten- und Schäferschulen, half das leistungsstarke Merinoschaf einzubürgern und führte den Anbau von Kartoffeln, Klee und Luzerne in Sachsen ein. Sie verminderte den Import von Kulturen wie Tabak und Flachs, sie richtete Samenkabinette ein und kaufte das jeweils beste Saatgut, wenn notwendig auch aus dem Ausland. Außerdem kümmerte sich die Sozietät um die Intensivierung des Ackerbaus, um die Einführung ertragreicher Obstbaumkulturen, um die langfristige Sicherung von Futtermitteln und um die Aufrechterhaltung des Viehbestandes. Lehrer und Pfarrer wurden verpflichtet, neue Erkenntnisse an die Bauern weiterzuleiten. Bis zu seinem Tod im Jahr 1781 blieb Christian Gottlob Frege, der in seinen letzten Lebensjahren Freundschaften mit dem Maler Adam Friedrich Oeser und dem Buchhändler Philipp Erasmus Reich pflegte, das Haupt und die Seele der Sozietät, die sich neben der Wirtschaftsförderung auch für Kultur und Wissenschaft engagierte.
Abschließend muss auch Freges soziales Engagement erwähnt werden. So kaufte er während der Hungersnot von 1771 Wagenladungen Korn für die Leipziger Bevölkerung, er spendete für den Bau von Wohnungen für die Ärmsten und ermöglichte jungen Musikern ihre Ausbildung am Konservatorium. Seine humanistische Gesinnung wird auch in seiner Mitgliedschaft in der Leipziger Freimaurerloge Minerva zu den drei Palmen deutlich, in die er 1772 aufgenommen worden war.

## Fazit
Christian Gottlob Frege verband erfolgreich Warenhandel, Großgrundbesitz, Bank- und Immobiliengeschäfte mit dem Betrieb von Manufakturen und Bergbau- und Hüttenunternehmen. Seit 1752 kontrollierte er als Monopolist den Abbau der erst wenige Zeit vorher entdeckten Alaunschiefervorkommen in Thüringen. Des Weiteren nahm er eine führende Position im Leinwandhandel in Spanien und Portugal ein, den er von der Marseiller Filiale seines Handelshauses steuern ließ. Er erwarb 1775 die bedeutende Großenhainer Kattunmanufaktur und stieg in den erzgebirgischen Bergbau ein. Außerdem beteiligte er sich an einem Konsortium, das den Abbau von Kupfer und Silber im Mansfelder Land betrieb. Frege erlangte dadurch große wirtschaftliche Macht, die vor ihm nur die Familien Fugger und Welser erlangt hatten und nach ihm erst wieder von den Rothschilds erreicht wurde. Nach dem Tod des Firmengründers erwarb das im Amerikahandel eingestiegene Bankhaus Frege & Co. ausgedehnte Ländereien in Pennsylvania. Mit dem in den Alaun- und Vitriolwerken erwirtschafteten Kapital wurden Staatsgeschäfte in Preußen und Sachsen mitfinanziert. Die Freges bezahlten unter anderem die Kriegslasten für Sachsen und Preußen, die Napoleon 1806 erhob, und kauften den vom französischen Kaiser geraubten Sächsischen Staatsschatz 1816 aus Amsterdam zurück. Einen Teil der damals entwendeten Kleinodien kann man heute im „Grünen Gewölbe“ des Dresdner Schlosses sehen.
Die aus dem Handwerkerstand aufgestiegene Familie Frege galt als eine typische Familie des Besitz- und Bildungsbürgertums und konnte bis Mitte des 19. Jahrhunderts ihre herausragende Position in Leipzig bzw. Sachsen behaupten, aus der sie erst infolge der industriellen Entwicklung nach 1860 verdrängt wurde. Trotzdem wurde der Politiker und Rittergutsbesitzer Arnold Woldemar von Frege-Weltzien (1848–1916) zum Zeitpunkt seines Todes als einer der reichsten Männer Sachsens eingeschätzt.

## Ausstellung in Leipzig
Die Ausstellung Zwischen Merkur und Fortuna - Christian Gottlob Frege zum 300. Geburtstag wurde seit dem 28. September 2015 in der historischen Kundenhalle der Deutschen Bank AG in Leipzig, Martin-Luther-Ring 2, gezeigt; bis zum 2. Juni 2016 war sie im Staatsarchiv Leipzig in der Schongauerstraße 1 zu sehen. Sie nutzte den vielfältigen Archivbestand des Bank- und Handelshauses Frege & Co. sowie genealogischen Quellen im Staatsarchiv in Kooperation mit dem Sächsischen Staatsarchiv, dem Staatsarchiv Leipzig, und der Stadt Leipzig, Dezernat Wirtschaft und Arbeit, aus Anlass der 1000-Jahr-Feier der Stadt Leipzig.

## Nachkommen

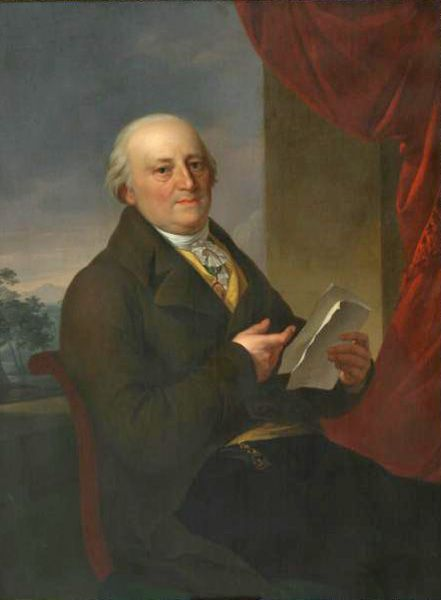
Christian Gottlob Frege II.

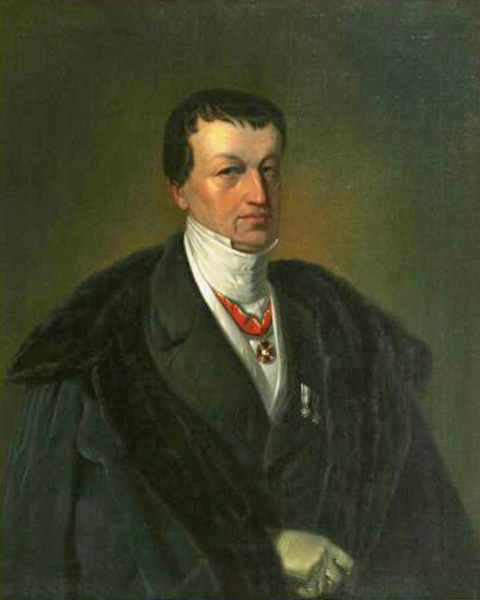
Christian Gottlob Frege III.

Die drei Ehefrauen Freges gebaren zwischen 1744 und 1766 insgesamt 15 Kinder, von denen drei Söhne und sechs Töchter ebenfalls Nachwuchs bekamen.
Freges ältester Sohn Christian Abraham (* 16. Mai 1744 in Leipzig; † 31. August 1781 (drei Monate nach seinem Vater) ebenda) leitete erfolgreich die Niederlassung des Bankhauses in Marseille. Dessen Urenkel war der in Wismar geborene Mathematiker, Logiker und Philosoph Gottlob Frege (1848–1925).

Der zweite Sohn Christian Gottlob Frege II (* 8. September 1747; † 3. Februar 1816) führte die Geschäfte seines Vaters in Leipzig fort, nachdem ihn dieser schon 1773 als Teilhaber eingesetzt hatte. 1782 erwarb er das nach ihm benannte Fregehaus in der Katharinenstraße 11 in Leipzig, welches er zu Repräsentationszwecken aufwendig ausbauen ließ, und 1789 das Rittergut Abtnaundorf, dessen Gelände er zu einem großzügigen Park umgestaltete. Frege II war dreimal verheiratet, wobei die Ehefrauen jeweils ein beträchtliches Vermögen mit in die Ehe brachten. Mit der ersten Ehefrau, Johanne Caroline geborene Bertram hatte er drei Kinder: Christian Gottlob (1778–1855), Christian Ferdinand (1780–1821), nach dem die Fregestraße benannt wurde, und Christiane Emilie (1783–1857). Als Witwer heiratete er 1780 Elisabeth Dufour und 1814 Anna Elisabeth verwitwete Dufour.
Christian Gottlob Frege II war Mitglied des Leipziger Stadtrates und Mitbegründer der Gewandhauskonzerte und gehörte bis 1785 dem Direktorium des Gewandhauses an. Er setzte auch das soziale Engagement seines Vaters fort. 1792 begründete er das Arbeitshaus für Freiwillige und eine damit verbundene Schule und 1803 gehörte er zum Direktorium der neu gegründeten Armenanstalt. Die Christianstraße ist nach ihm benannt.
Für seine Verdienste um Geschäfte des sächsischen Königshauses verlieh ihm Friedrich August III. den Titel „Kurfürstlich Geheimer Sächsischer Kammerrath“. 1806 verhandelte das Bankhaus im Namen des sächsischen Hofes mit Napoleon über die Höhe der Kontributionen und bezahlte eine große Summe.
Seine Söhne Christian Ferdinand Frege und vor allem Christian Gottlob Frege III (1778–1855) sowie sein Schwiegersohn Christian Adolph Mayer (1757–1843) führten die Geschicke des Bankhauses erfolgreich weiter und begründen im 19. Jahrhundert über die Frege-Stiftung die Tradition der Leipziger Wohnstiftungen. Das Grab von Christian Gottlob Frege III wurde vom Alten Johannisfriedhof auf den Leipziger Südfriedhof umgebettet und kann dort noch besichtigt werden. Sein Sohn war der 1886 geadelte Jurist Woldemar Frege (1811–1890), an den der im Waldstraßenviertel über den Elstermühlgraben führende Fregesteg erinnert. Seine Ehefrau war die Sängerin und Mäzenatin Livia Frege (1818–1891), der man mit der benachbarten Liviastraße gedenkt. Beider Sohn war der Politiker und Rittergutsbesitzer Arnold Woldemar von Frege-Weltzien (1846–1916), der von Peter Dybwad das Schloss Abtnaundorf (jetzt zu Leipzig) in der noch heute bestehenden Form erbauen ließ.
Der Leipziger Ratsherr Ernst Wilhelm Küstner war sein Schwiegersohn.
Der ehemalige Präsident des Bundesverwaltungsgerichtes Ludwig Frege (1884–1964) und dessen Enkel Andreas (* 1962), der vor allem als Frontmann Campino der Band Die Toten Hosen prominent wurde, sind Nachkommen eines Onkels von Christian Gottlob Frege (Joachim Frege, ca. 1687–1747).